# Raghunatha Raya Tondaiman
Raghunatha Raya Tondaiman (Pudukkottai, 1641 – Pudukkottai, aprile 1730) fu Raja di Pudukkottai dal 1686 al 1730.

## Biografia

### I primi anni
Raghunatha Raya Tondaiman nacque nel 1641 da Avadai Raghunatha Tondaiman, un capo kallar e generale d'esercito al servizio di Sriranga III, pretendente al trono di Vijayanagar. Per il suo coraggio e per il suo servizio militare, Avadai Raghunatha Tondaiman ottenne il titolo di Raya Rahutta Raya Vajridu Raya Mannida Raya da Sriranga Raya nel 1639 assieme a della terra in feudo.
Raghunatha Raya Tondaiman venne educato con tutori privati e succedette come capo kallar alla morte di suo padre nel 1661. Nel 1675, i suoi possedimenti gli vennero confermati dal raja di Ramnad, Raghunatha Kilavan, che era anche suo cognato. Raghunatha Raya Tondaiman combatté per il raja di Ramnad il quale, in riconoscenza per il servizio svolto, allargò il suo feudo donandogli anche il Fort Thirumayam e altre residenze nel 1686 e permettendogli di utilizzare il titolo di "Raja di Pudukkottai".

### Il regno
Raghunatha Raya Tondaiman regnò dal 1686 al 1730 e rafforzò notevolmente i possedimenti di suo padre. Fu alleato di Raghunatha Kilavan, raja di Ramnad. In seguito alla morte del raja nel 1720, Raghunatha Raya Tondaiman supportò Tanda Deva contro Bhavani Shankar, il candidato di Serfoji I di Thanjavur. Malgrado ciò, Bhavani Shankar riuscì ad ottenere il trono dopo aver sconfitto Tanda Deva col supporto di Serfoji I e del suo esercito, ma lo stesso Serfoji I decise in seguito di cambiare bandiera ed invase il regno nel 1723. Raghunatha Raya Tondaiman supportò quindi la causa di Tanda Deva che riuscì a respingere il nemico. Raghunatha Raya Tondaiman morì nell'aprile del 1730 e venne succeduto da suo nipote, Vijaya Raghunatha Raya Tondaiman I.

### Matrimonio e figli
Raghunatha Raya Tondaiman ebbe sei moglie. Alcuni dei suoi figli furono:
- Periya Raya Tondaiman
- Chinna Raya Tondaiman
- Thirumalai Raya Tondaiman
- Muthu Vijaya Tondaiman
- Vijaya Tondaiman
- Rajkumari Periyanayaki Ammal Ayi Sahib